# Молекулярний спектр
Молекулярний спектр (англ. molecular spectrum) — спектр поглинання, емісії чи комбінаційного розсіювання, що виникає внаслідок обертальних, коливально-обертальних, а також електронних переходів у молекулярних частинках. Має вигляд сукупності досить широких смуг, що при достатній роздільній здатності приладу можуть бути розділені на окремі близько розташовані лінії.